# Aquitanien
| Systeem Periode                          | Serie Tijdvak | Etage Tijdsnede | Ouderdom (Ma) |
| ---------------------------------------- | ------------- | --------------- | ------------- |
| Kwartair                                 | Pleistoceen   | Gelasien        | jonger        |
| Neogeen                                  | Plioceen      | Piacenzien      | 2,58–3,600    |
| Neogeen                                  | Plioceen      | Zanclien        | 3,600–5,333   |
| Neogeen                                  | Mioceen       | Messinien       | 5,333–7,246   |
| Neogeen                                  | Mioceen       | Tortonien       | 7,246–11,62   |
| Neogeen                                  | Mioceen       | Serravallien    | 11,62–13,82   |
| Neogeen                                  | Mioceen       | Langhien        | 13,82–15,97   |
| Neogeen                                  | Mioceen       | Burdigalien     | 15,97–20,44   |
| Neogeen                                  | Mioceen       | Aquitanien      | 20,44–23,03   |
| Paleogeen                                | Oligoceen     | Chattien        | ouder         |
| Indeling van het Neogeen volgens de ICS. |               |                 |               |

Het Aquitanien  (Vlaanderen: Aquitaniaan) is een tijdperk in de geologische tijdschaal. Het is de vroegste tijdsnede of etage in het Mioceen. Het Aquitanien duurde van 23,03 tot 20,44 Ma, komt na het Oligocene Chattien en na het Aquitanien komt het Burdigalien. De basis van het Aquitanien is tevens de basis van het Neogeen en het Mioceen.

## Naamgeving en definitie
Het Aquitanien werd in 1853 ingevoerd door de Zwitserse geoloog en paleontoloog Karl Mayer-Eymar, die de etage noemde naar Aquitanië, een gebied in het zuidwesten van Frankrijk. De golden spike voor het Aquitanien bevindt zich in het Lemme-Carrosio-profiel bij Carrosio, ten noorden van Genua (Italië).
De basis van het Aquitanien wordt gedefinieerd door het begin van de magnetische chronozone C6Cn.2n, het vroegste voorkomen van de planktonische foraminifeer Paragloborotalia kugleri en het uitsterven van de nannoplanktonsoort Reticulofenestra bisecta (dit vormt de basis van de nannoplankton-biozone NN1). De basis van het Burdigalien (die per definitie de top van het Aquitanien vormt) wordt gedefinieerd door het vroegste voorkomen van de planktonische foram Globigerinoides altiaperturus en het einde van de magnetische chronozone C6An.